# Banling Shuiku
Banling Shuiku är en reservoar i Kina. Den ligger i provinsen Hainan, i den södra delen av landet, omkring 210 kilometer sydväst om provinshuvudstaden Haikou. Banling Shuiku ligger 46 meter över havet. Arean är 0,68 kvadratkilometer. I omgivningarna runt Banling Shuiku växer i huvudsak städsegrön lövskog. Den sträcker sig 1,8 kilometer i nord-sydlig riktning, och 1,1 kilometer i öst-västlig riktning.
Genomsnittlig årsnederbörd är 2 251 millimeter. Den regnigaste månaden är juli, med i genomsnitt 369 mm nederbörd, och den torraste är januari, med 17 mm nederbörd.